# Kyle Beckerman
Kyle Robert Beckerman (Crofton, 23 aprile 1982) è un ex calciatore statunitense, di ruolo centrocampista.

## Caratteristiche tecniche
Vertice basso di centrocampo, abile a svolgere entrambe le fasi di gioco. In possesso di una notevole resistenza, tra le sue doti spiccano tecnica, l'abilità nel contrastare gli avversari e nel recuperare il pallone. Per le sue doti da leader ha spesso indossato la fascia di capitano.

## Carriera

### Club
Dopo aver partecipato a varie leghe giovanili del Maryland, nel 1999 giocò per la nazionale statunitense ai mondiali Under-17 in Nuova Zelanda; lasciato l'Arundel High School, firmò un contratto Nike Project-40 con la MLS il 27 giugno 2000, dopo aver fatto parte della Bradenton Academy della United States Soccer Federation, da cui sono usciti Landon Donovan, DaMarcus Beasley, Oguchi Onyewu e Bobby Convey.
Scelto dai Miami Fusion, giocò solo 110 minuti al primo anno e 14 al secondo, dopo essersi rotto una gamba giocando nella A-League; andò quindi in prestito.
Dopo la chiusura dei Fusion, scelto al 2002 MLS Dispersal Draft dai Colorado Rapids al primo anno giocò 477 minuti, registrando un assist, quindi l'anno successivo cominciò ad imporsi come titolare, con 24 gare iniziate; terminò quindi la stagione 2006 con 7 gol e 4 assist, rendendolo uno dei principali difensori della squadra.
Il 16 luglio 2007 fu scambiato con Mehdi Ballouchy dei Real Salt Lake, di cui nel 2008 divenne capitano, stagione in cui cominciò tutte le 38 gare della squadra, aiutandola a raggiungere la finale della Western Conference, prima apparizione ai playoff del club; fu scelto anche nella MLS All-Star Inactive List per il secondo anno consecutivo.
Nel 2009 divenne il giocatore più giovane ad aver giocato 200 gare nella MLS, venendo scelto per il MLS All-Star Game giocato il 29 luglio al Rio Tinto Stadium di Sandy.
Si ritirò dal calcio giocato il 21 dicembre 2020, dopo 21 stagioni.

### Nazionale
Debuttò nella nazionale maggiore il 20 gennaio 2007 in una gara amichevole contro la Danimarca, venendo scelto per la squadra che nel 2007 giocò la Copa América in Venezuela, dove disputò due partite, entrando come riserva contro l'Argentina e giocando i 90 minuti della sfida contro la Colombia; nel luglio 2009 fece parte della squadra per la CONCACAF Gold Cup, giocandovi tutte le sei partite ed aiutando la nazionale ad arrivare in finale. Il 18 luglio 2009 segnò il primo gol in nazionale nei quarti di finale contro il Panama.
Viene convocato per la Copa América Centenario negli Stati Uniti.

## Statistiche

### Presenze e reti nei club
Statistiche aggiornate al 21 dicembre 2020.
| Stagione               | Squadra                | Campionato             | Campionato | Campionato | Coppe nazionali | Coppe nazionali | Coppe nazionali | Coppe continentali | Coppe continentali | Coppe continentali | Altre coppe | Altre coppe | Altre coppe | Totale | Totale |
| Stagione               | Squadra                | Comp                   | Pres       | Reti       | Comp            | Pres            | Reti            | Comp               | Pres               | Reti               | Comp        | Pres        | Reti        | Pres   | Reti   |
| ---------------------- | ---------------------- | ---------------------- | ---------- | ---------- | --------------- | --------------- | --------------- | ------------------ | ------------------ | ------------------ | ----------- | ----------- | ----------- | ------ | ------ |
| 2000                   | Miami Fusion           | MLS                    | 2          | 1          | USOC            | 0               | 0               | -                  | -                  | -                  | -           | -           | -           | 2      | 1      |
| 2001                   | Miami Fusion           | MLS                    | 1          | 0          | USOC            | 0               | 0               | -                  | -                  | -                  | -           | -           | -           | 1      | 0      |
| 2002                   | Colorado Rapids        | MLS                    | 14         | 0          | USOC            | 0               | 0               | -                  | -                  | -                  | -           | -           | -           | 14     | 0      |
| 2003                   | Colorado Rapids        | MLS                    | 28+2       | 0+0        | USOC            | 0               | 0               | -                  | -                  | -                  | -           | -           | -           | 30     | 0      |
| 2004                   | Colorado Rapids        | MLS                    | 29+2       | 1+0        | USOC            | 0               | 0               | -                  | -                  | -                  | -           | -           | -           | 31     | 1      |
| 2005                   | Colorado Rapids        | MLS                    | 30+3       | 1+0        | USOC            | 0               | 0               | -                  | -                  | -                  | -           | -           | -           | 33     | 1      |
| 2006                   | Colorado Rapids        | MLS                    | 31+3       | 7+0        | USOC            | 0               | 0               | -                  | -                  | -                  | -           | -           | -           | 34     | 7      |
| gen.-giu. 2007         | Colorado Rapids        | MLS                    | 13         | 1          | USOC            | 0               | 0               | -                  | -                  | -                  | -           | -           | -           | 13     | 1      |
| Totale Colorado Rapids | Totale Colorado Rapids | Totale Colorado Rapids | 145+10     | 10+0       |                 | 0               | 0               |                    | -                  | -                  |             | -           | -           | 155    | 10     |
| 2007                   | Real Salt Lake         | MLS                    | 15         | 2          | USOC            | 0               | 0               | -                  | -                  | -                  | -           | -           | -           | 15     | 2      |
| 2008                   | Real Salt Lake         | MLS                    | 30+3       | 3+0        | USOC            | 0               | 0               | -                  | -                  | -                  | -           | -           | -           | 33     | 3      |
| 2009                   | Real Salt Lake         | MLS                    | 25+4       | 3+0        | USOC            | 0               | 0               | -                  | -                  | -                  | -           | -           | -           | 29     | 3      |
| 2010                   | Real Salt Lake         | MLS                    | 22+2       | 2+0        | USOC            | 0               | 0               | CCL                | 10                 | 1                  | -           | -           | -           | 34     | 3      |
| 2011                   | Real Salt Lake         | MLS                    | 29+3       | 3+0        | USOC            | 2               | 0               | -                  | -                  | -                  | -           | -           | -           | 34     | 3      |
| 2012                   | Real Salt Lake         | MLS                    | 30+2       | 4+0        | USOC            | 0               | 0               | CCL                | 3                  | 1                  | -           | -           | -           | 35     | 5      |
| 2013                   | Real Salt Lake         | MLS                    | 26+5       | 4+0        | USOC            | 5               | 1               | -                  | -                  | -                  | -           | -           | -           | 36     | 5      |
| 2014                   | Real Salt Lake         | MLS                    | 28+2       | 3+0        | USOC            | 0               | 0               | -                  | -                  | -                  |             | -           | -           | 30     | 3      |
| 2015                   | Real Salt Lake         | MLS                    | 26         | 1          | USOC            | 1               | 0               | CCL                | 6                  | 0                  | -           | -           | -           | 33     | 1      |
| 2016                   | Real Salt Lake         | MLS                    | 27+1       | 0+0        | USOC            | 1               | 0               | -                  | -                  | -                  | -           | -           | -           | 29     | 0      |
| 2017                   | Real Salt Lake         | MLS                    | 26         | 4          | USOC            | 0               | 0               | -                  | -                  | -                  | -           | -           | -           | 26     | 4      |
| 2018                   | Real Salt Lake         | MLS                    | 31+3       | 1+0        | USOC            | 0               | 0               | -                  | -                  | -                  | -           | -           | -           | 34     | 1      |
| 2019                   | Real Salt Lake         | MLS                    | 25+2       | 0+0        | USOC            | 1               | 0               | -                  | -                  | -                  | LC          | 1           | 0           | 29     | 0      |
| 2020                   | Real Salt Lake         | MLS                    | 8          | 0          | -               | -               | -               | -                  | -                  | -                  | MisB        | 3           | 0           | 11     | 0      |
| Totale Real Salt Lake  | Totale Real Salt Lake  | Totale Real Salt Lake  | 348+27     | 30+0       |                 | 10              | 1               |                    | 19                 | 2                  |             | 4           | 0           | 408    | 33     |
| Totale carriera        | Totale carriera        | Totale carriera        | 495        | 40         |                 | 10              | 1               |                    | 19                 | 2                  |             | 4           | 0           | 566    | 44     |

### Cronologia presenze e reti in nazionale
| Cronologia completa delle presenze e delle reti in nazionale ― Stati Uniti | Cronologia completa delle presenze e delle reti in nazionale ― Stati Uniti | Cronologia completa delle presenze e delle reti in nazionale ― Stati Uniti | Cronologia completa delle presenze e delle reti in nazionale ― Stati Uniti | Cronologia completa delle presenze e delle reti in nazionale ― Stati Uniti | Cronologia completa delle presenze e delle reti in nazionale ― Stati Uniti | Cronologia completa delle presenze e delle reti in nazionale ― Stati Uniti | Cronologia completa delle presenze e delle reti in nazionale ― Stati Uniti |
| Data                                                                       | Città                                                                      | In casa                                                                    | Risultato                                                                  | Ospiti                                                                     | Competizione                                                               | Reti                                                                       | Note                                                                       |
| -------------------------------------------------------------------------- | -------------------------------------------------------------------------- | -------------------------------------------------------------------------- | -------------------------------------------------------------------------- | -------------------------------------------------------------------------- | -------------------------------------------------------------------------- | -------------------------------------------------------------------------- | -------------------------------------------------------------------------- |
| 20-1-2007                                                                  | Carson                                                                     | Stati Uniti                                                                | 3 – 1                                                                      | Danimarca                                                                  | Amichevole                                                                 | -                                                                          | 86’                                                                        |
| 28-6-2007                                                                  | Maracaibo                                                                  | Argentina                                                                  | 4 – 1                                                                      | Stati Uniti                                                                | Coppa America 2007 - 1º turno                                              | -                                                                          | 80’                                                                        |
| 5-7-2007                                                                   | Barquisimeto                                                               | Stati Uniti                                                                | 0 – 1                                                                      | Colombia                                                                   | Coppa America 2007 - 1º turno                                              | -                                                                          |                                                                            |
| 4-7-2009                                                                   | Seattle                                                                    | Stati Uniti                                                                | 4 – 0                                                                      | Grenada                                                                    | Gold Cup 2009 - 1º turno                                                   | -                                                                          |                                                                            |
| 8-7-2009                                                                   | Washington                                                                 | Stati Uniti                                                                | 2 – 0                                                                      | Honduras                                                                   | Gold Cup 2009 - 1º turno                                                   | -                                                                          |                                                                            |
| 11-7-2009                                                                  | Foxborough                                                                 | Stati Uniti                                                                | 2 – 2                                                                      | Haiti                                                                      | Gold Cup 2009 - 1º turno                                                   | -                                                                          | 63’ 80’                                                                    |
| 18-7-2009                                                                  | Filadelfia                                                                 | Stati Uniti                                                                | 2 – 1 dts                                                                  | Panama                                                                     | Gold Cup 2009 - Quarti di finale                                           | 1                                                                          |                                                                            |
| 23-7-2009                                                                  | Chicago                                                                    | Honduras                                                                   | 0 – 2                                                                      | Stati Uniti                                                                | Gold Cup 2009 - Semifinale                                                 | -                                                                          | 47’                                                                        |
| 26-7-2009                                                                  | East Rutherford                                                            | Stati Uniti                                                                | 0 – 5                                                                      | Messico                                                                    | Gold Cup 2009 - Finale                                                     | -                                                                          | 81’                                                                        |
| 5-9-2009                                                                   | Sandy                                                                      | Stati Uniti                                                                | 2 – 1                                                                      | El Salvador                                                                | Qual. Mondiali 2010                                                        | -                                                                          | 79’                                                                        |
| 23-1-2010                                                                  | Los Angeles                                                                | Stati Uniti                                                                | 1 – 3                                                                      | Honduras                                                                   | Amichevole                                                                 | -                                                                          | 59’                                                                        |
| 24-2-2010                                                                  | East Rutherford                                                            | Stati Uniti                                                                | 2 – 1                                                                      | El Salvador                                                                | Amichevole                                                                 | -                                                                          | 79’                                                                        |
| 10-8-2011                                                                  | Baltimora                                                                  | Stati Uniti                                                                | 1 – 1                                                                      | Messico                                                                    | Amichevole                                                                 | -                                                                          |                                                                            |
| 6-9-2011                                                                   | Bruxelles                                                                  | Belgio                                                                     | 1 – 0                                                                      | Stati Uniti                                                                | Amichevole                                                                 | -                                                                          | 46’                                                                        |
| 8-10-2011                                                                  | Miami Gardens                                                              | Stati Uniti                                                                | 1 – 0                                                                      | Honduras                                                                   | Amichevole                                                                 | -                                                                          |                                                                            |
| 11-10-2011                                                                 | Harrison                                                                   | Stati Uniti                                                                | 0 – 1                                                                      | Ecuador                                                                    | Amichevole                                                                 | -                                                                          |                                                                            |
| 11-11-2011                                                                 | Montpellier                                                                | Francia                                                                    | 1 – 0                                                                      | Stati Uniti                                                                | Amichevole                                                                 | -                                                                          | 66’                                                                        |
| 15-11-2011                                                                 | Lubiana                                                                    | Slovenia                                                                   | 2 – 3                                                                      | Stati Uniti                                                                | Amichevole                                                                 | -                                                                          |                                                                            |
| 26-5-2012                                                                  | Jacksonville                                                               | Stati Uniti                                                                | 5 – 1                                                                      | Scozia                                                                     | Amichevole                                                                 | -                                                                          | 64’                                                                        |
| 30-5-2012                                                                  | Washington                                                                 | Stati Uniti                                                                | 1 – 4                                                                      | Brasile                                                                    | Amichevole                                                                 | -                                                                          | 80’                                                                        |
| 12-6-2012                                                                  | Città del Guatemala                                                        | Guatemala                                                                  | 1 – 1                                                                      | Stati Uniti                                                                | Qual. Mondiali 2014                                                        | -                                                                          | 90’                                                                        |
| 15-8-2012                                                                  | Monterrey                                                                  | Messico                                                                    | 0 – 1                                                                      | Stati Uniti                                                                | Amichevole                                                                 | -                                                                          |                                                                            |
| 7-9-2012                                                                   | Kingston                                                                   | Giamaica                                                                   | 2 – 1                                                                      | Stati Uniti                                                                | Qual. Mondiali 2014                                                        | -                                                                          | 58’                                                                        |
| 29-1-2013                                                                  | Houston                                                                    | Stati Uniti                                                                | 0 – 0                                                                      | Canada                                                                     | Amichevole                                                                 | -                                                                          | cap. 74’                                                                   |
| 22-3-2013                                                                  | Denver                                                                     | Stati Uniti                                                                | 1 – 0                                                                      | Costa Rica                                                                 | Qual. Mondiali 2014                                                        | -                                                                          | 90+4’                                                                      |
| 5-7-2013                                                                   | San Diego                                                                  | Stati Uniti                                                                | 6 – 0                                                                      | Guatemala                                                                  | Amichevole                                                                 | -                                                                          | 46’                                                                        |
| 9-7-2013                                                                   | Portland                                                                   | Stati Uniti                                                                | 6 – 1                                                                      | Belize                                                                     | Gold Cup 2013 - 1º turno                                                   | -                                                                          | 46’                                                                        |
| 13-7-2013                                                                  | Atlanta                                                                    | Stati Uniti                                                                | 4 – 1                                                                      | Cuba                                                                       | Gold Cup 2013 - 1º turno                                                   | -                                                                          |                                                                            |
| 21-7-2013                                                                  | Baltimora                                                                  | Stati Uniti                                                                | 5 – 1                                                                      | El Salvador                                                                | Gold Cup 2013 - Quarti di finale                                           | -                                                                          |                                                                            |
| 24-7-2013                                                                  | Salt Lake City                                                             | Stati Uniti                                                                | 3 – 1                                                                      | Honduras                                                                   | Gold Cup 2013 - Semifinale                                                 | -                                                                          | 67’                                                                        |
| 28-7-2013                                                                  | Chicago                                                                    | Stati Uniti                                                                | 1 – 0                                                                      | Panama                                                                     | Gold Cup 2013 - Finale                                                     | -                                                                          |                                                                            |
| 10-9-2013                                                                  | Columbus                                                                   | Stati Uniti                                                                | 2 – 0                                                                      | Messico                                                                    | Qual. Mondiali 2014                                                        | -                                                                          |                                                                            |
| 16-10-2013                                                                 | Panama                                                                     | Panama                                                                     | 2 – 3                                                                      | Stati Uniti                                                                | Qual. Mondiali 2014                                                        | -                                                                          |                                                                            |
| 1-2-2014                                                                   | Los Angeles                                                                | Stati Uniti                                                                | 2 – 0                                                                      | Corea del Sud                                                              | Amichevole                                                                 | -                                                                          |                                                                            |
| 2-4-2014                                                                   | Glendale                                                                   | Stati Uniti                                                                | 2 – 2                                                                      | Messico                                                                    | Amichevole                                                                 | -                                                                          | 72’                                                                        |
| 1-6-2014                                                                   | Harrison                                                                   | Stati Uniti                                                                | 2 – 1                                                                      | Turchia                                                                    | Amichevole                                                                 | -                                                                          | 46’                                                                        |
| 7-6-2014                                                                   | Jacksonville                                                               | Stati Uniti                                                                | 2 – 1                                                                      | Nigeria                                                                    | Amichevole                                                                 | -                                                                          | 72’                                                                        |
| 16-6-2014                                                                  | Natal                                                                      | Ghana                                                                      | 1 – 2                                                                      | Stati Uniti                                                                | Mondiali 2014 - 1º turno                                                   | -                                                                          |                                                                            |
| 22-6-2014                                                                  | Manaus                                                                     | Stati Uniti                                                                | 2 – 2                                                                      | Portogallo                                                                 | Mondiali 2014 - 1º turno                                                   | -                                                                          |                                                                            |
| 26-6-2014                                                                  | Recife                                                                     | Stati Uniti                                                                | 0 – 1                                                                      | Germania                                                                   | Mondiali 2014 - 1º turno                                                   | -                                                                          | 62’                                                                        |
| 14-11-2014                                                                 | Londra                                                                     | Colombia                                                                   | 2 – 1                                                                      | Stati Uniti                                                                | Amichevole                                                                 | -                                                                          |                                                                            |
| 18-11-2014                                                                 | Dublino                                                                    | Irlanda                                                                    | 4 – 1                                                                      | Stati Uniti                                                                | Amichevole                                                                 | -                                                                          | 36’ 87’                                                                    |
| 15-4-2015                                                                  | San Antonio                                                                | Stati Uniti                                                                | 2 – 0                                                                      | Messico                                                                    | Amichevole                                                                 | -                                                                          | 63’                                                                        |
| 5-6-2015                                                                   | Amsterdam                                                                  | Paesi Bassi                                                                | 3 – 4                                                                      | Stati Uniti                                                                | Amichevole                                                                 | -                                                                          | 63’                                                                        |
| 10-6-2015                                                                  | Colonia                                                                    | Germania                                                                   | 1 – 2                                                                      | Stati Uniti                                                                | Amichevole                                                                 | -                                                                          | 46’                                                                        |
| 7-7-2015                                                                   | Frisco                                                                     | Stati Uniti                                                                | 2 – 1                                                                      | Honduras                                                                   | Gold Cup 2015 - 1º turno                                                   | -                                                                          |                                                                            |
| 10-7-2015                                                                  | Foxborough                                                                 | Stati Uniti                                                                | 1 – 0                                                                      | Haiti                                                                      | Gold Cup 2015 - 1º turno                                                   | -                                                                          | 83’                                                                        |
| 13-7-2015                                                                  | Kansas City                                                                | Stati Uniti                                                                | 1 – 1                                                                      | Panama                                                                     | Gold Cup 2015 - 1º turno                                                   | -                                                                          |                                                                            |
| 18-7-2015                                                                  | Baltimora                                                                  | Stati Uniti                                                                | 6 – 0                                                                      | Cuba                                                                       | Gold Cup 2015 - Quarti di finale                                           | -                                                                          | 46’                                                                        |
| 22-7-2015                                                                  | Atlanta                                                                    | Stati Uniti                                                                | 1 – 2                                                                      | Giamaica                                                                   | Gold Cup 2015 - Semifinale                                                 | -                                                                          | 33’ 67’                                                                    |
| 10-10-2015                                                                 | Pasadena                                                                   | Stati Uniti                                                                | 2 – 3 dts                                                                  | Messico                                                                    | Amichevole                                                                 | -                                                                          | 52’                                                                        |
| 29-3-2016                                                                  | Columbus                                                                   | Stati Uniti                                                                | 4 – 0                                                                      | Guatemala                                                                  | Qual. Mondiali 2018                                                        | -                                                                          |                                                                            |
| 25-5-2016                                                                  | Frisco                                                                     | Stati Uniti                                                                | 1 – 0                                                                      | Ecuador                                                                    | Amichevole                                                                 | -                                                                          | 46’                                                                        |
| 7-6-2016                                                                   | Chicago                                                                    | Stati Uniti                                                                | 4 – 0                                                                      | Costa Rica                                                                 | Coppa America Centenario - 1º turno                                        | -                                                                          | 83’                                                                        |
| 11-6-2016                                                                  | Filadelfia                                                                 | Stati Uniti                                                                | 1 – 0                                                                      | Paraguay                                                                   | Coppa America Centenario - 1º turno                                        | -                                                                          | 83’                                                                        |
| 16-6-2016                                                                  | Seattle                                                                    | Stati Uniti                                                                | 2 – 1                                                                      | Ecuador                                                                    | Coppa America Centenario - Quarti di finale                                | -                                                                          | 74’                                                                        |
| 21-6-2016                                                                  | Houston                                                                    | Stati Uniti                                                                | 0 – 4                                                                      | Argentina                                                                  | Coppa America Centenario - Semifinale                                      | -                                                                          | 60’                                                                        |
| 2-9-2016                                                                   | Kingstown                                                                  | Saint Vincent e Grenadine                                                  | 0 – 6                                                                      | Stati Uniti                                                                | Qual. Mondiali 2018                                                        | -                                                                          |                                                                            |
| Totale                                                                     |                                                                            | Presenze                                                                   | 58                                                                         |                                                                            | Reti                                                                       | 1                                                                          |                                                                            |

## Palmarès

### Club

#### Competizioni nazionali
- Campionato MLS: 1

Real Salt Lake: 2009

### Nazionale
- Gold Cup: 1

2013